# Leopold Spiegel
Leopold Spiegel (kolem 1680 – 25. dubna 1730 Praha, Svatá říše římská) byl pražský varhanář německého původu.

## Život
Lepold Spiegel se narodil v jihozápadním Německu. V roce 1721 získal občanská práva v Praze.

## Dílo
Mezi jeho varhany patří následující:
- 1717/1727 Pražská Loreta
- 1720 kostel svatého Michala, Praha
- 1721 kostel svaté Barbory Manětín
- 1728–30 kostel svaté Voršily, Praha
- 1729 kostel Panny Marie, Roudnice nad Labem
- 1729–32 klášter Doksany

## Galerie

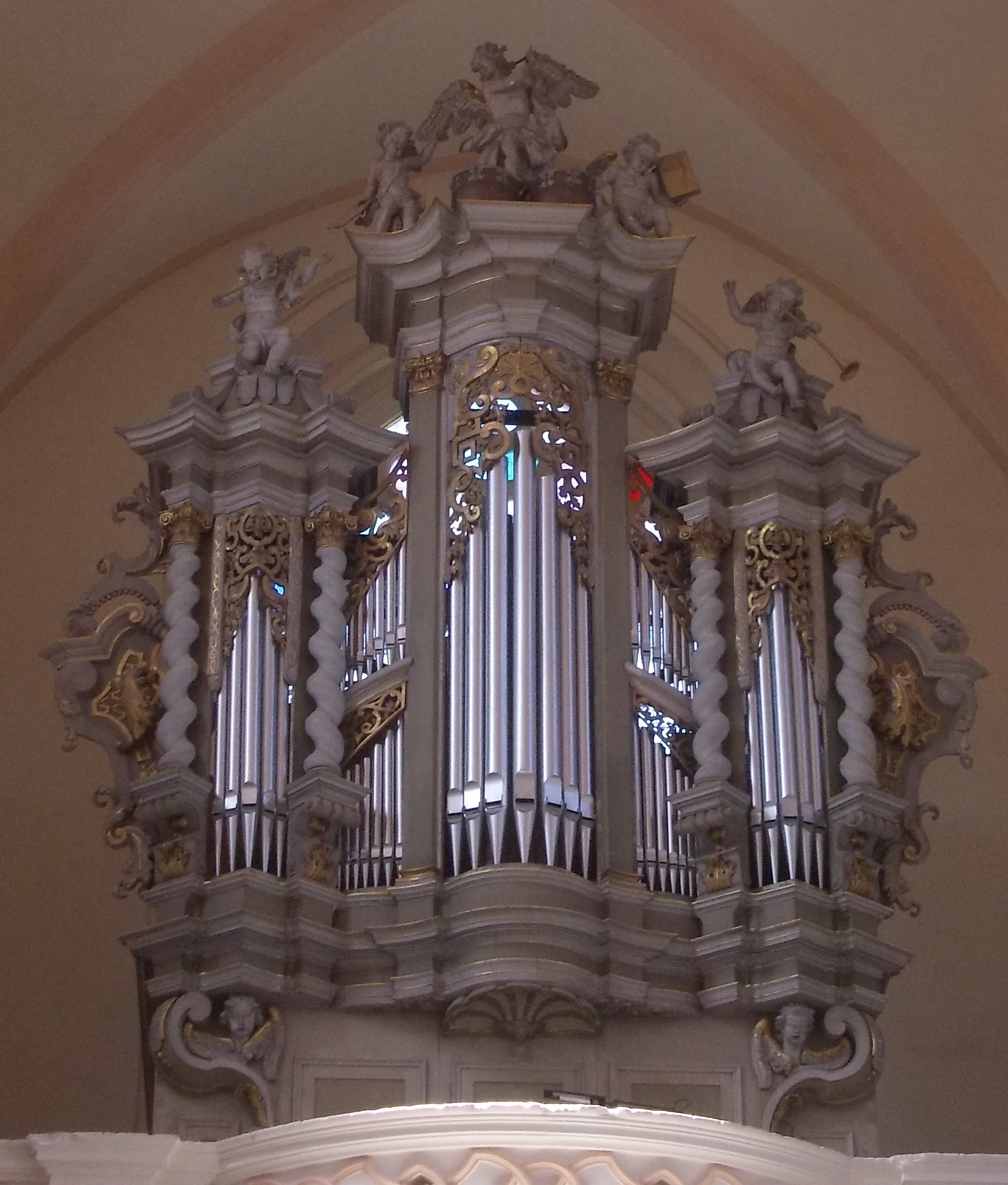
Spiegelovy varhany v Roudnici nad Labem
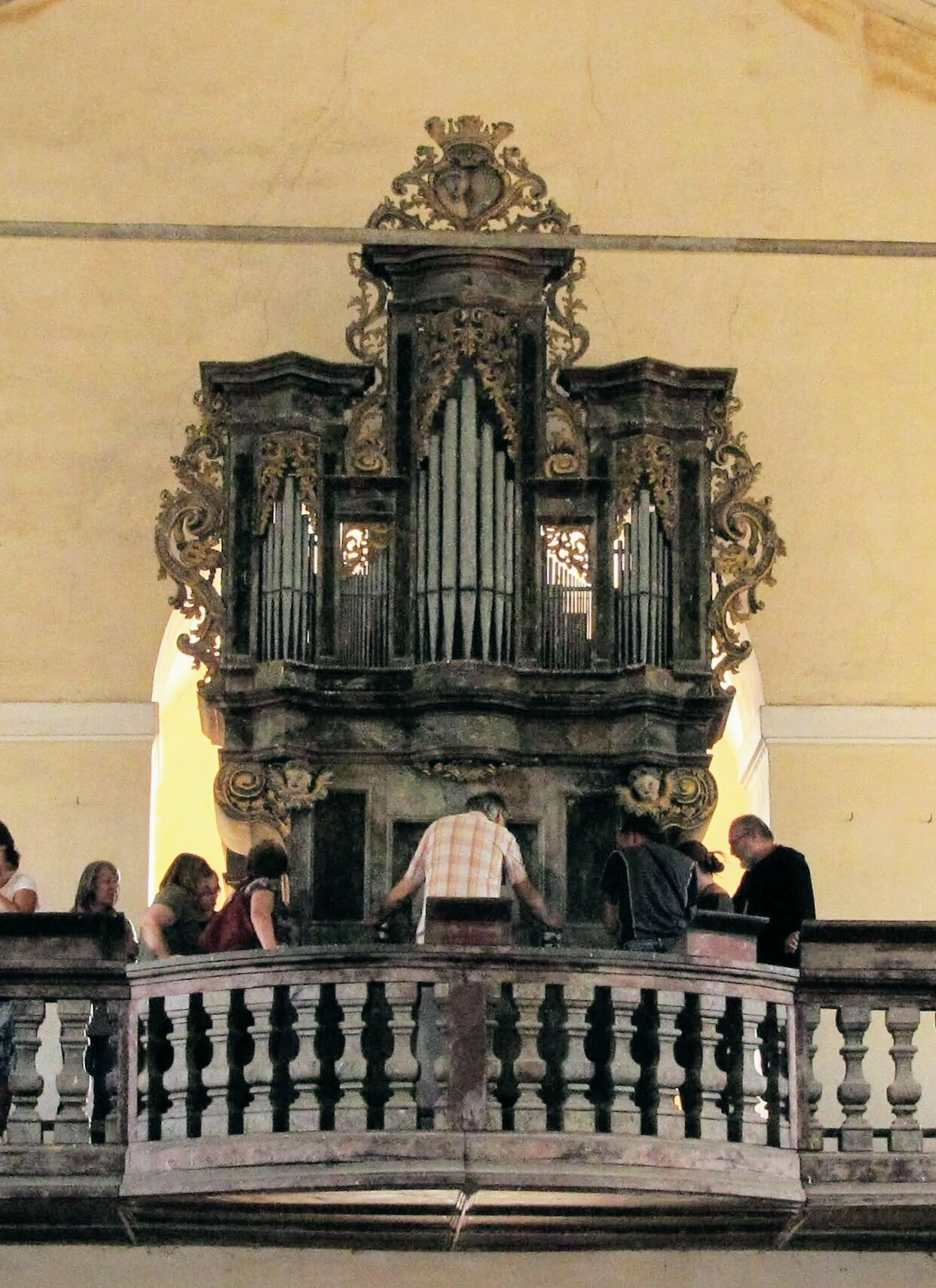
Spiegelovy varhany v Manětíně
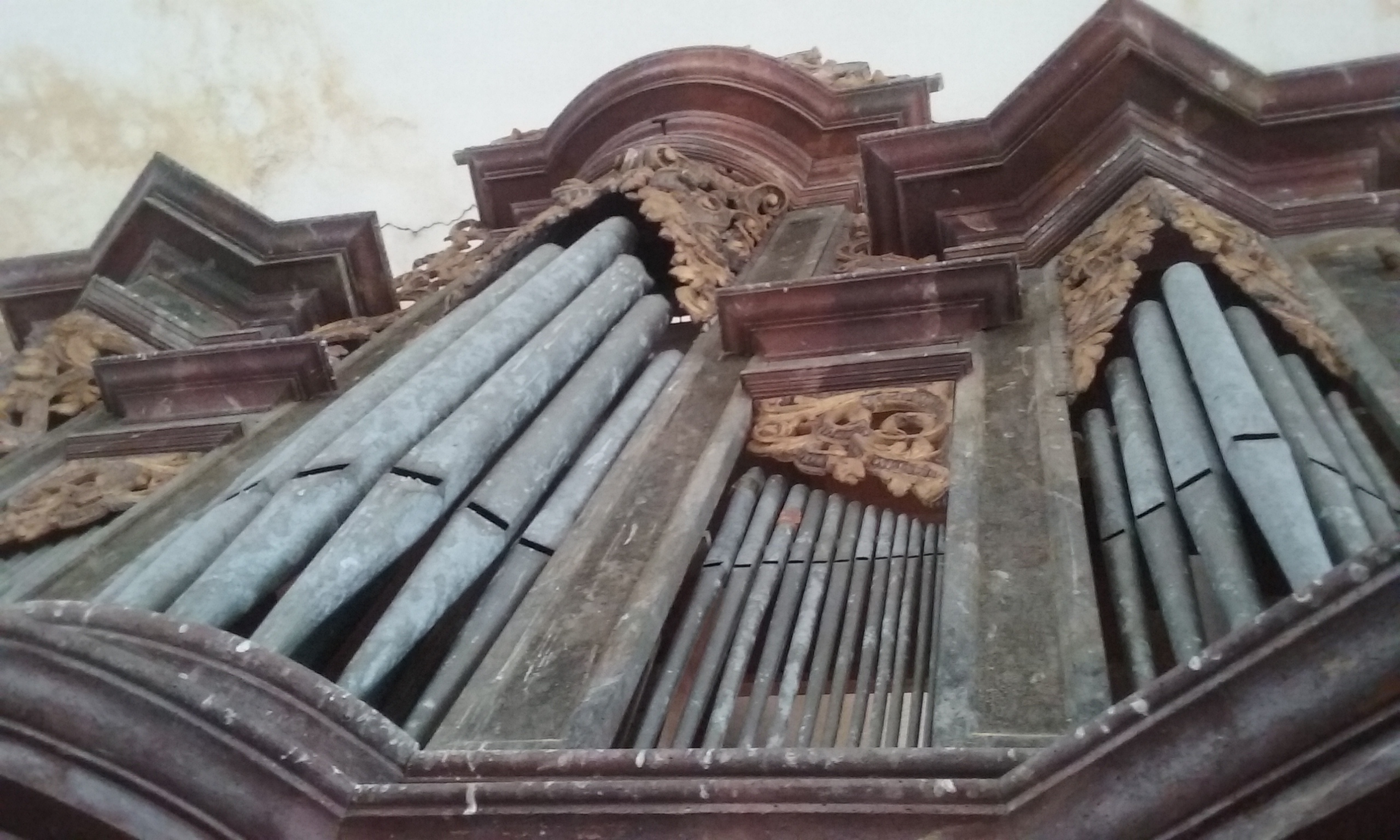
Píšťaly manětínských varhan před restaurováním
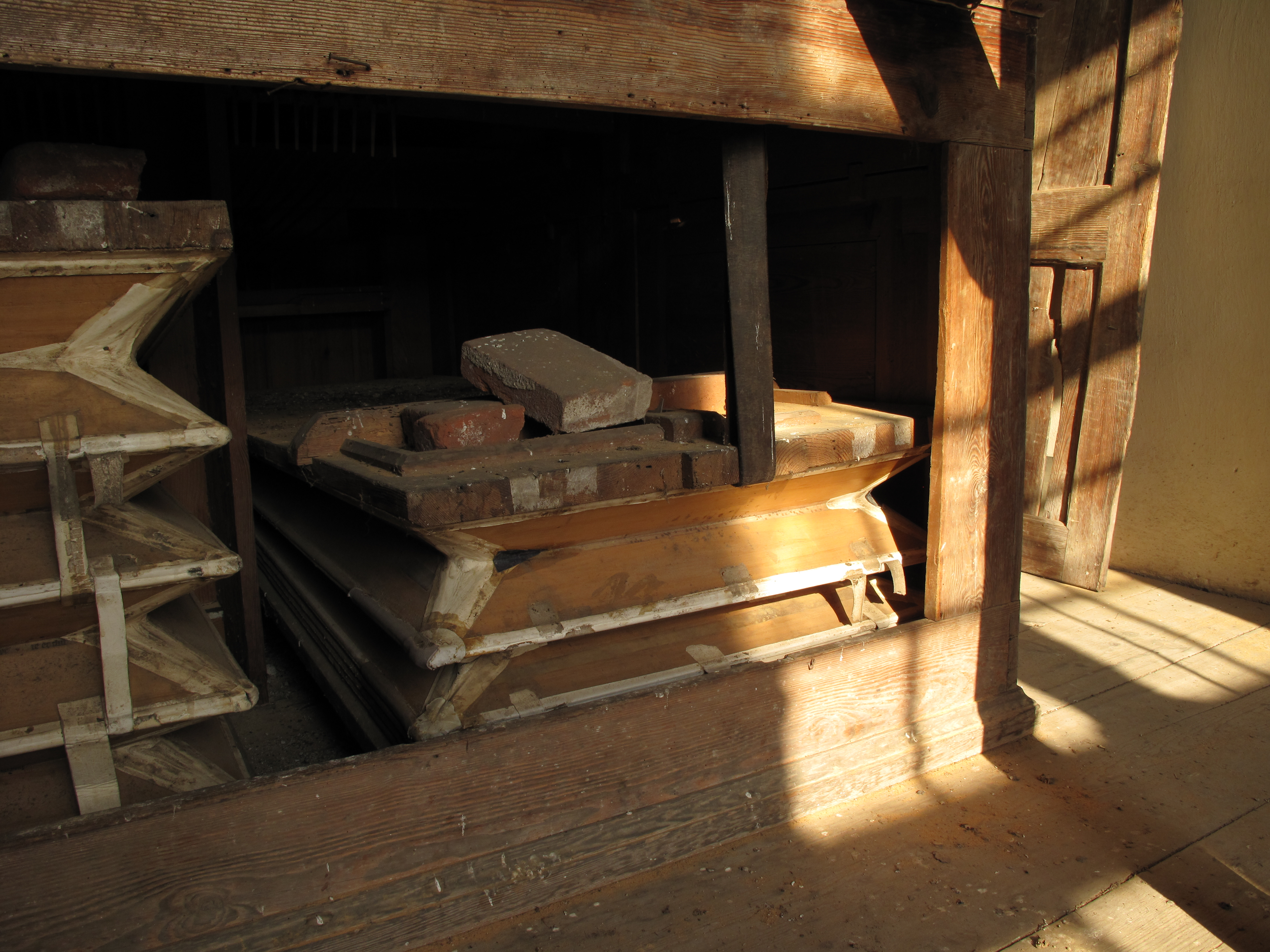
Měchy manětínských varhan